# Spanska flugan
Spanska flugan (originaltitel Die spanische Fliege) är en klassisk tysk fars av Franz Arnold och Ernst Bach, skriven 1914 och är den mest spelade pjäsen av författarparet Arnold und Bach. Sedan dess har den satts upp på en mängd olika teatrar, främst i Norden och i Tyskland. Den har varit en återkommande publiksuccé i Köpenhamn och på Nationaltheatret i Oslo, liksom på de flesta tyska estrader.
Sedan 2011 spelas en avantgardistisk uppsättning av Spanska flugan på Volksbühne i Berlin under titeln Die (s)panische Fliege. Föreställningen, som regisserats av Herbert Fritsch, har blivit en stor framgång och kultförklarad uppsättning som turnerat runt om i Europa, den gästade Det Kongelige i Köpenhamn våren 2014.

## Svenska uppsättningar
Spanska flugan hade svensk premiär redan 1914 på Vasan i Stockholm med Olof Winnerstrand i huvudrollen. Den svenska filmkomedin Pappas pojke från 1937 var baserad på Spanska flugan.
1981 återkom Spanska flugan till Vasan. Per Gerhard regisserade och hade försett pjäsen med en rad kupletter som han själv skrivit texter till. Lennart Jirlow gjorde dekoren till uppsättningen som spelades 438 gånger och sedermera sändes i SVT. I rollerna ses bl.a. Carl-Gustaf Lindstedt, Inga Gill och Lasse Berghagen.
På Lisebergsteatern i Göteborg fick Hagge Geigert en framgång med farsen, där spelade John Harryson och Laila Westersund huvudrollerna som senapsfabrikören och hans hustru. 
Teaterdirektören Hasse Wallman producerade en ny version på Intiman i Stockholm 1997 med Hans Lindgren som senapsdirektör Slotte.  
1992 spelades på Fredriksdalsteatern pjäsen med Nils Poppe, Mia Poppe, Berit Carlberg i rollerna.  
2010 spelades farsen på Krusenstiernska gården i Kalmar under titeln Zpanska flugan med bl.a. Peter Dalle, Suzanne Reuter och Robert Gustafsson i rollistan. 

### Spanska fluganpåVasateatern, 1981–1983
- Carl-Gustaf Lindstedt - Ludvig Klink, direktör
- Inga Gill - Emma Klink, hans hustru
- Karin Bergström - Paula Klink, deras dotter
- Gunnar "Knas" Lindkvist - Edvard Lagberg, riksdagsman
- Louise Raeder - Betty Lagberg, hans dotter
- Jarl Borssén / Stig Grybe - Albert Wimlund, Emmas svåger
- Walter Norman / Hans Wahlgren - Fritz Bergström, advokat
- Gus Dahlström - Anton Tideman
- Gunnar Schyman - Gottfrid Fjellner
- Siv Ericks - Matilda Fjellner, hans hustru
- Lars Berghagen - Henrik Fjellner, deras son
- Gunilla Åkesson - Maria, hembiträde

### Spanska fluganpåFredriksdalsteatern, 1992
- Regi - Hans Bergström
- Scenografi - Björn Dronner
- Koreografi - Bo Westerholm
- Producent - Ingvar Ernblad

#### Roller
- Olof Lundström Orloff - Senapsfabrikör Ludvig Klink
- Berit Carlberg - Emma Klink, hans hustru
- Alexandra Zetterberg - Paula Klink, deras dotter
- Claes Sylwander - Riksdagsman Lagberg
- Mia Poppe - Betty Lagberg
- Håkan Mohede - Albert Wimlund
- Thomas Ungewitter - Advokat Fritz Bergström
- Nils Poppe - Anton Tideman
- Bo Westerholm - Rådman Röse
- Gunilla Poppe - Matilda Röse
- Mats Qviström - Henrik Röse, deras son
- Inga Ålenius - Maria, husa hos Klink

### Spanska fluganpåIntiman, 1997
- Regi - Thomas Ryberger
- Scenografi - Philipsson & Franck
- Koreografi - Peter Björk
- Kostym - Lars-Åke Wilhelmsson

#### Roller
- Hans Lindgren - Direktör Slotte
- Birgitte Söndergaard - Sibylla Slotte, hans hustru
- Lizette Pålsson - Eva Slotte, deras dotter
- Johan Schildt - Edvard Persson
- Pernilla Wahlgren/Anna Norberg - Ulla Persson, hans dotter
- Ulf Larsson - Henrik Malm
- Per Eggers - Adolf Gedda
- Maud Adams - Tyra Malm
- Gösta Krantz - Torsten Tideman
- Reuben Sallmander - Putte Palmblad
- Lottie Ejebrant - Anna-Greta, hembiträde

Uppsättningen vann tre Guldmasken vid 1998 års gala, för bästa regi (Thomas Ryberger), bästa manliga biroll (Reuben Sallmander) och bästa kvinnliga biroll (Lottie Ejebrant). Dessutom var uppsättningen nominerad till bästa manliga huvudroll (Ulf Larsson) och bästa kostym (Lars-Åke Wilhelmsson).

### Zpanska fluganpåChinateatern, 2011
- Regi - Leif Lindblom
- Scenografi - Magnus Ahlström
- Kostym - Camilla Thulin
- Mask och peruk - David Julio
- Kompositör - Jimmy Lagnefors
- Koreografi - Jessica Klingberg

#### Roller
- Peter Dalle - Gottfrid Stark
- Suzanne Reuter - Harriet Stark
- Per Andersson - Molgan Ribba
- Per Eggers - Gösta Lagberg
- Nils Moritz - Tideman
- Anki Lidén - Matilda Ribba
- Polly Kisch - Lisa Lagberg
- Nadine Kirschon - Inga Stark
- Robin Stegmar - Rudolf Valentin
- Björn Andersson - Leonard Ribba

### Spanska fluganpå Gunnebo slott, 2017
- Sven Melander - Ludvig Klinker, direktör
- Ewa Roos - Emma Klinker, hans hustru
- Nina Hammarklev - Paula Klinker, deras dotter
- Stefan Ljungqvist - Edvard Lagberg, riksdagsman
- Hanna Hedlund - Betty Lagberg, hans dotter
- Ulf Eklund - Albert Vimlund, advokat
- Björn Elmgren - Fritz Bergström, advokat
- Hans Josefsson - Anton Tideman
- Jan Ericson - Gottfrid Minör
- Victoria Kahn - Matilda Minör, hans hustru
- Reuben Sallmander - Malte Minör, deras son
- Kattis Trollregn - Maria, hembiträde